# Hôtel Delpech de Chaumot
L’hôtel Delpech de Chaumot ou hôtel de Chimay est un ancien hôtel particulier situé au no 8, place Vendôme, dans le 1er arrondissement de Paris.
Sur une parcelle acquise par Pierre-Élisabeth de fontanieu en 1705, puis revendue neuf ans plus tard, au financier Paul Delpech de Chaumot, l’hôtel est construit à partir de 1714, par l’architecte Pierre Le Maître.
Actuellement, propriété de la république d’Azerbaïdjan, il accueille notamment les joailliers Dior et Mikimoto, le showroom Haute Couture Valentino et  le cabinet d’avocats PBA. 

## Situation
L’hôtel se trouve à l’angle sud-est de la place et est mitoyen de l’hôtel Thibert des Martrais au no 6, et de l’hôtel de La Tour-Maubourg au no 10.

## Historique
En 1705, la parcelle est acquise par Pierre-Élisabeth de Fontanieu, intendant général du Garde-meuble de la Couronne. Celui-ci la revend en 1714, au fermier général, Paul Delpech de Chaumot, receveur général des finances de l’Auvergne. Ce dernier y fait construire son hôtel par l’architecte Pierre Le Maître de 1714 à 1716. L’hôtel est loué de 1754 à 1766, au prince Marc d’Alsace Hénin-Liétard de Chimay.
En 1771, les descendants du seigneur de Chaumot vendent la propriété au marquis Michel-Étienne Lepeletier de Saint-Fargeau. En 1781, son fils loue l’hôtel au marquis de Marigny, frère de la marquise de Pompadour.
Le 20 janvier 1793, à la suite de son assassinat dans un restaurant de la place du Palais-Royal, le corps de Louis-Michel Lepeletier de Saint-Fargeau, y est reconduit. Par la suite, sa belle-sœur, la princesse Marie-Charlotte de Chimay y réside jusqu’à son propre décès, l’année suivante.
L’hôtel est vendu au notaire Louis Léger en 1803, qui le loue successivement au banquier Louis-François Delarue, puis au duc Louis-Joseph Nompar de Caumont-La force.
En 1871, pendant la Commune, conjointement à la destruction de la colonne Vendôme, l’hôtel est entièrement détruit par un violent incendie. Les restes des décombres sont rasés à l’exception de la façade sur la place et l’édifice est reconstruit en 1872, dans des proportions équivalentes et est encore aujourd’hui, de par ce fait, le seul hôtel de la place, dont ne subsiste aucun décor d’origine.
Au XXe siècle, il est l’écrin de nombreuses maisons de couture : Premet, Badin, Charvet, Maria Guy, Ragon & Delostal, ou encore le tailleur Hammond & Cie, mais aussi le joaillier Lacloche.
En 2012, l’hôtel est acquis par la république d’Azerbaïdjan par le biais de sa filiale pétrolière, SOFAZ, pour 135 millions d’euros.
Aujourd’hui, l’édifice accueille le département joaillerie de la maison Dior, et le joaillier Mikimoto, mais aussi le cabinet d’avocats PBA et la maison de couture Valentino.

## Protection
L’hôtel est inscrit au monuments historiques pour ses façades sur la place, par arrêté du 6 mai 1927.